# Orde van Burgerlijke Verdienste (Frankrijk)

Baton commandeur

Baton officier

Baton ridder

De Orde van Burgerlijke Verdienste (Frans: "Ordre du Mérite Civil") werd op 2 mei 1957 ingesteld en was een van de negentien "ministeriële orden" van de Franse republiek en werd in met 15 andere Franse orden op 1 januari 1963 vervangen door de Nationale Orde van Verdienste. Het was een Orde voor ambtenaren. De orde werd verleend voor verdienste in het openbaar bestuur op het niveau van departementen, arrondissementen , gemeenten en publiekrechtelijke organisaties. Ook langdurige dienstverbanden en bijzondere kwaliteiten en vaardigheden kwalificeerden voor het toekennen van deze onderscheiding.
De Orde werd door een Raad die werd voorgezeten door de minister van Binnenlandse Zaken beheerd.

## De drie rangen van de orde
- Commandeur - De commandeur draagt een groot uitgevoerd gouden kleinood van de Orde aan een lint om de hals.
- Officier - De officier draagt een gouden kleinood aan een lint met een rozet op de linkerborst.
- Ridder - De ridder draagt een zilveren kleinood aan een lint op de linkerborst. De ridder moest 35 jaar oud zijn en ten minste tien jaar voor de overheid hebben gewerkt.

## De versierselen van de orde
Het kleinood van de orde was een donkerblauwe gouden of zilveren achtpuntige ster met scherpe punten die op een achtpuntig schild is gelegd. In het midden is een medaillon uitgespaard dat "Marianne" met de traditionele revolutionaire Frygische muts voorstelt. Om haar hoofd staat "REPUBLIQUE FRANCAISE" geschreven.
De ster is met een verhoging de vorm van het monogram "RF" aan het lint bevestigd.
Op de keerzijde staat in het medaillon "MÉRITE CIVIL".
Het lint was donkerblauw met wit-zwart-witte bies.

De seculiere Franse Republiek kende geen ridderorden die de traditionele vorm van een kruis hebben. Daarom werd bij de vormgeving van deze door Paul Niclausse ontworpen decoratie voor een modern vormgegeven ster gekozen.
Zie ook: lijst van historische orden van Frankrijk.